# Centrale nucléaire de Kozlodouy
Pour les articles homonymes, voir Kozlodouy (homonymie).
La centrale nucléaire de Kozlodouy est située à Kozlodouy en Bulgarie sur la rive droite du Danube, à la frontière de la Roumanie. Il s'agit de la seule centrale nucléaire bulgare, elle couvre entre 32 et 40 % de la consommation électrique du pays depuis 2006.
La centrale est exploitée par la Bulgarian Energy Holding (BEH), et est constituée de six réacteurs à eau pressurisée (REP) de conception soviétique :
- les réacteurs no 1 à 4 sont des réacteurs VVER-440/V230 de 408 MWe appartenant à la première génération. Ils sont à l'arrêt définitif depuis décembre 2002 (unité no 1 et 2) et décembre 2006 (unité no 3 et 4), décision prise sous pression de l'Union européenne pour l'adhésion de la Bulgarie à cette dernière ;
- les réacteurs no 5 et 6, sont des réacteurs VVER-1000/V320 de 1 003 MWe appartenant à la deuxième génération. Ils sont toujours opérationnels avec une licence de fonctionnement valable jusqu'en 2027 et 2029 respectivement.

## Historique

### Arrêt des réacteurs VVER-440 (unitésno1à 4)
En 2002, les deux réacteurs les plus anciens, les unités n°1 et 2, sont fermées à la demande de l'Union européenne. Entre 1990 et 2000, les réacteurs n°3 et 4, dont l'exploitation est prévue jusqu'en 2011 et 2013 respectivement, font l'objet d'améliorations notables de sécurité (ils sont notamment équipés d'un système de condensation supplémentaire). Les rapports de l'Agence internationale de l'énergie atomique et de la WANO (World Association of Nuclear Operators) confirment qu'il n'existe pas de raisons techniques à leurs fermetures. Le gouvernement bulgare demande alors à la Commission européenne un report de leur fermeture, ce qui lui est refusé pour des raisons à la fois légales et politiques. Les réacteurs sont arrêtés le 31 décembre 2006 à 22 heures, juste avant l'entrée de la Bulgarie dans l'Union européenne. L'Union européenne a prévu des compensations de 210 millions d'euros pour la fermeture de ces quatre réacteurs.[réf. nécessaire]
Avant la fermeture de réacteurs 3 et 4, la centrale nucléaire de Kozlodouï assurait 44 % de la production d'électricité du pays. La centrale nucléaire de Kozlodouy couvre 35 % de la consommation électrique du pays en 2011,. 
En 2017 puis 2019, les licences de fonctionnement des unités no 5 et 6 sont prolongées de 10 ans, soit jusqu'en 2027 et 2029,.

## Caractéristiques des réacteurs
Les caractéristiques des réacteurs sont données dans les tableaux ci-après ; les données sont principalement issues de la base de données PRIS (Power Reactor Information System) de l’Agence international de l'énergie atomique (AIEA) qui définit ainsi les termes :
- la puissance nette correspond à la puissance électrique délivrée sur le réseau et sert d'indicateur en termes de puissance installée ;
- la puissance brute correspond à la puissance délivrée par l'alternateur (soit la puissance nette augmentée de la consommation interne de la centrale) ;
- la puissance thermique correspond, à la puissance délivrée par la chaudière nucléaire.

Le début de construction correspond à la date de coulage des fondations du bâtiment réacteur. Une tranche (nom utilisé pour un réacteur complet) est considérée comme opérationnelle après son premier couplage au réseau électrique. La mise en service commerciale est le transfert contractuel de l’installation du constructeur vers le propriétaire ; intervenant en principe après réalisation des tests réglementaires et contractuels, et après fonctionnement continu à 100 % pendant une durée définie au contrat de construction.
| Unité       | Statut       | Modèle         | Puissance   | Puissance   | Puissance        | Début de construction | Raccordement au réseau | Mise en service commercial | Arrêt définitif              |
| Unité       | Statut       | Modèle         | Nette [MWe] | Brute [MWe] | Thermique [MWth] | Début de construction | Raccordement au réseau | Mise en service commercial | Arrêt définitif              |
| ----------- | ------------ | -------------- | ----------- | ----------- | ---------------- | --------------------- | ---------------------- | -------------------------- | ---------------------------- |
| Kozlodouy-1 | Arrêté       | VVER-440/V230  | 408         | 440         | 1 375            | 1er avril 1970        | 24 juillet 1974        | 28 octobre 1974            | 31 décembre 2002             |
| Kozlodouy-2 | Arrêté       | VVER-440/V230  | 408         | 440         | 1 375            | 1er avril 1970        | 24 août 1975           | 10 novembre 1975           | 31 décembre 2002             |
| Kozlodouy-3 | Arrêté       | VVER-440/V230  | 408         | 440         | 1 375            | 1er octobre 1973      | 17 décembre 1980       | 20 janvier 1981            | 31 décembre 2006             |
| Kozlodouy-4 | Arrêté       | VVER-440/V230  | 408         | 440         | 1 375            | 1er octobre 1973      | 17 mai 1982            | 20 juin 1982               | 31 décembre 2006             |
| Kozlodouy-5 | Opérationnel | VVER-1000/V320 | 1 003       | 1 040       | 3 120            | 9 juillet 1980        | 29 novembre 1987       | 23 décembre 1988           | Mise à l'arrêt prévu en 2027 |
| Kozlodouy-6 | Opérationnel | VVER-1000/V320 | 1 003       | 1 040       | 3 120            | 1er avril 1982        | 2 août 1991            | 30 décembre 1993           | Mise à l'arrêt prévu en 2029 |
| Kozlodouy-7 | En projet    | AP1000         | ~1 150      | ~1 250      | ~3 400           |                       |                        |                            |                              |
| Kozlodouy-7 | En projet    | AP1000         | ~1 150      | ~1 250      | ~3 400           |                       |                        |                            |                              |

## Incidents
Le 4 mars 1977, au moment du tremblement de terre de Vrancea en Roumanie qui fait 1 500 victimes, la centrale est arrêtée manuellement[réf. nécessaire].
En septembre 2001, les autorités bulgares reconnaissent, pour la première fois, un incident nucléaire à la centrale de Kozlodouy et une « tendance inquiétante à la dégradation de la sécurité » dans cette centrale. En réaction, la Roumanie dénonce l'aggravation de la dégradation de la sécurité et demande l'accès de ses experts à la centrale[réf. nécessaire].
Le 10 juillet 2002, des fumées sont détectées dans la gaine d'isolation d'une conduite de la tranche 2. La panne, « qui ne trouve pas son origine dans un incendie », est détectée dans la salle des machines du réacteur, « dont la sécurité n'a pas été affectée », indique la centrale dans un communiqué.[réf. nécessaire]
Le 17 juillet 2002, une tempête met hors service l'une des six tranches de la centrale nucléaire. La direction de la centrale précise qu'il n'y a pas eu de fuites radio-actives.[réf. nécessaire]
En mars 2006, la tranche 5 à 1000 MW est arrêtée après une panne de la chaîne électrique, sans provoquer de fuite radioactive. La panne est classée au niveau 1 sur l'échelle internationale des incidents nucléaires (Échelle INES). Selon l'expert Gueorgui Kastchiev, « il y a eu un blocage massif des systèmes de protection sans précédent de l'histoire mondiale de l'énergie atomique », ce qui correspond selon lui à « un incident des 2e ou 3e niveau » sur l'INES. Selon le directeur de la centrale, « vingt-deux des 62 dispositifs de protection (de la centrale) ne fonctionnaient pas » au moment de la panne mais sans qu'« il y ait de danger d'explosion ».[réf. nécessaire]
Fin avril 2011, une hausse du niveau de radioactivité (hausse du niveau du xénon-133, un gaz radioactif) est enregistrée dans l'enceinte de confinement (comprenant le circuit primaire) du réacteur numéro no 5 lors d'une maintenance à l'arrêt. Le personnel est évacué mais a cependant été exposé à des radiations de moins de 0,05 mSv (millisieverts) soit un dixième de la dose annuelle autorisée (0,5 mSv). L'incident est classé INES niveau 0. Le niveau de radioactivité est revenu à la normale le 26 avril 2011 vers 6 heures du matin.
Le 26 mai 2012, le réacteur no 6 est mis à l'arrêt, à la suite de l'activation automatique d'un système de protection de son générateur.

### Critiques de mouvements antinucléaires
En 2008, le physicien nucléaire Guéorgui Kotev, qui a travaillé pendant dix-sept ans dans la centrale de Kozlodouy comme expert[pas clair] dénonce des malversations portant sur plusieurs centaines de millions d'euros, l'insécurité du site et des risques écologiques énormes.
Selon Atanas Tchobanov, fondateur du site BalkanLeaks - équivalent bulgare de Wikileaks - le « lobby nucléaire » bulgare serait une criminalité organisée infiltrant l'État bulgare, ce qui serait selon lui confirmé par l'analyse de l'ambassadeur américain à Sofia, James Pardew, publiée dans un télégramme « confidentiel  » de 2005 et dévoilé en 2011 par BalkanLeaks.

## Projets de nouveaux réacteurs AP1000 (unitésno7et 8)
Depuis les années 1990, plusieurs projets de construction de nouveaux réacteurs nucléaires dans une deuxième centrale nucléaire (à Béléné) se sont succédé mais sans jamais aboutir. 
En décembre 2013, le gouvernement bulgare autorise la Bulgarian Energy Holding (BEH) à entrer en négociation exclusive avec l'entreprise américaine Westinghouse (alors filiale du groupe Toshiba) pour la construction d'un nouveau réacteur AP1000 à Kozlodouy. En juillet 2014, Westinghouse devait signer un contrat d’au moins 500 milliards de yens (3,6 milliards d’euros) pour la construction de cet AP10000, dont la mise en service était prévue pour 2025.
En janvier 2021, le conseil des ministres bulgare approuve le projet de construire un AP1000 à Kozlodouy (l'unité no 7), envisage un deuxième AP1000 (l'unité no 8), et engage des négociations avec Westinghouse en ce sens. Il est demandé de réutiliser un maximum de composants déjà achetés pour le projet abandonné des deux VVER-1000/V466 de la centrale de Béléné. Les premiers contrats pour une paire d'AP1000 sont signés entre Westinghouse, Kozlodouy-NPP-Newbuild (Nuclear Power Plant), et des sous traitants à partir de janvier 2023,. En octobre de la même année, le gouvernement approuve formellement les travaux préparatoires pour l'unité no 8. Le coût de chaque réacteur est estimé à 6 milliards d'euros.
De janvier à février 2024 a lieu l'appel à candidature pour le maitre d'oeuvre (EPCC) de la construction du premier AP1000. Cinq compagnies se manifestent : Hyundai Engineering & Construction, Fluor BV, Bechtel, China Energy Engineering Corporation Limited, et un consortium mené par China National Nuclear Corporation Overseas et China Energy Engineering Group Tianjin Electric Power Construction Co,. Seul Hyundai Engineering & Construction rempli tous les critères de sélection, et est sélectionné en novembre 2024. L'objectif est un premier réacteur opérationnel en 2035, suivi du deuxième en 2037.

## Galerie

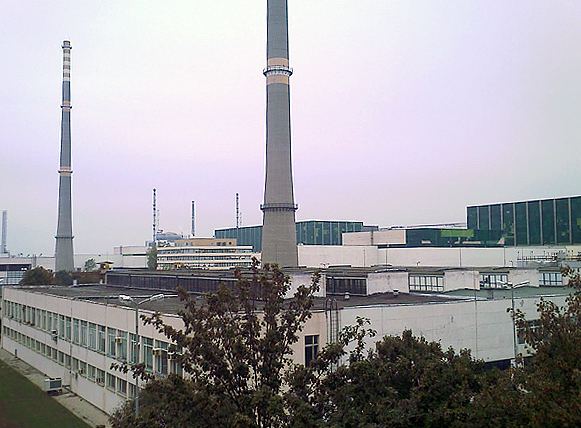
Les réacteurs Kozlodouï 1-4
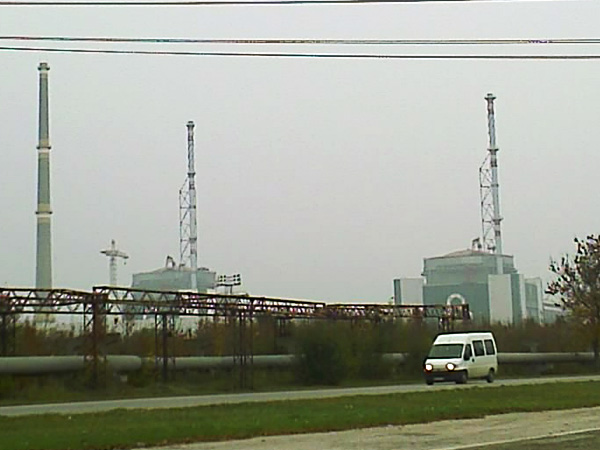
Les réacteurs Kozlodouï 5 et 6
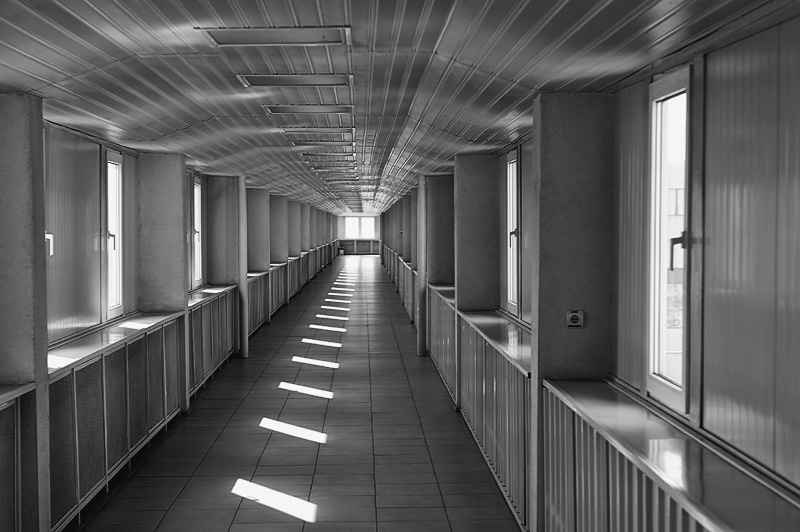
Un couloir menant aux turbines du réacteur 5
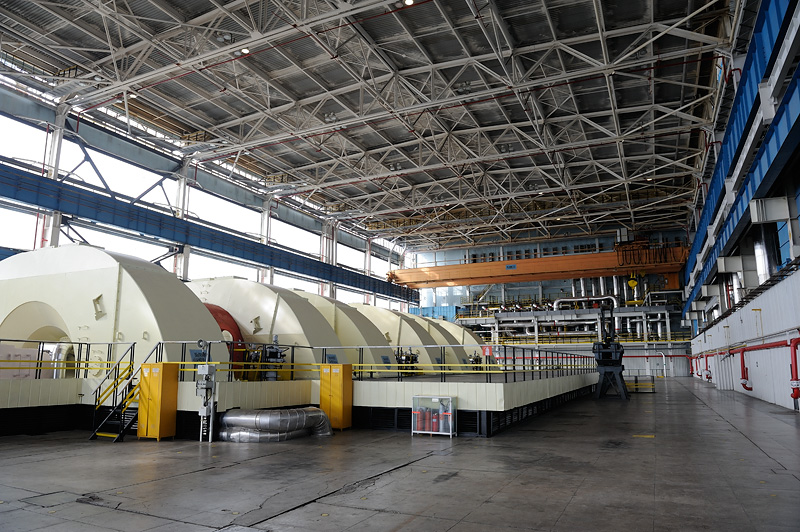
Les turbines du réacteur 5
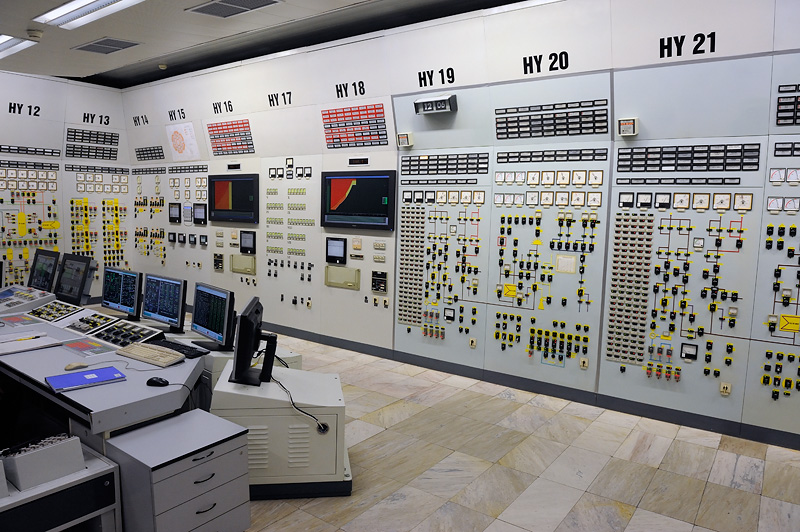
La salle de contrôle du réacteur 5